# Теннис на летних Олимпийских играх 1896
Соревнования по теннису на I летних Олимпийских играх прошли на кортах Афинского теннисного клуба. Было проведено два турнира — в одиночном и парном разряде. Турнир одиночников проходил 8, 9 и 11 апреля; парный турнир из-за небольшого числа участников уложился в один день — 11 апреля. На Играх 1896 года ещё не существовало требование, чтобы все члены команды представляли одну страну, и некоторые пары были интернациональными, и их результаты причислены Смешанной команде. Несколько игр было сыграна на кортах, размещённых внутри Велодрома Нео Фалирон.

## Медали

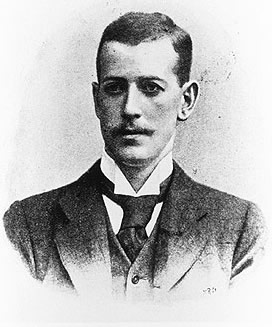
Джон Пий Боланд, двукратный чемпион Игр по теннису

(Жирным выделено самое большое количество медалей в своей категории; принимающая страна также выделена)
| Общее количество медалей |                   |        |         |        |       |
| Место                    | Страна            | Золото | Серебро | Бронза | Всего |
| 1                        | Смешанная команда | 1      | 0       | 1      | 2     |
| 2                        | Великобритания    | 1      | 0       | 0      | 1     |
| 3                        | Греция            | 0      | 2       | 1      | 3     |
| 4                        | Венгрия           | 0      | 0       | 1      | 1     |

### Медалисты
| Дисциплина       | Золото                                          | Серебро                                                    | Бронза                                        |
| Одиночный разряд | Джон Пий Боланд Великобритания                  | Дионисиос Касдаглис Греция                                 | Константинос Паспатис Греция                  |
| Одиночный разряд | Джон Пий Боланд Великобритания                  | Дионисиос Касдаглис Греция                                 | Момчило Тапавица Венгрия                      |
| Парный разряд    | Смешанная команда Джон Пий Боланд Фридрих Траун | Команда Греции Дионисиос Касдаглис Деметриос Петрококкинос | Смешанная команда Джордж Робертсон Тедди Флэк |

## Страны
В соревнованиях приняло участие 13 спортсменов из 6 стран:
- Австралия (1)
- Великобритания (2)
- Венгрия (1)
- Германия (1)
- Греция (7)
- Франция (1)